# Microtegeus humeratus
Microtegeus humeratus är en kvalsterart som beskrevs av Balogh och Sandór Mahunka 1974. Microtegeus humeratus ingår i släktet Microtegeus och familjen Microtegeidae. Inga underarter finns listade i Catalogue of Life.